# 2007 par pays en Europe
Chronologie de l’Europe
- 2003
- 2004
- 2005
- 2006
- 2007
- 2008
- 2009
- 2010
- 2011

Chronologie de l'Europe : Les évènements par pays de l'année 2007 en Europe. Les évènements thématiques sont traités dans 2007 en Europe
2005 par pays en Europe - 2006 par pays en Europe - 2007 par pays en Europe - 2008 par pays en Europe - 2009 par pays en Europe
2005 en Europe - 2008 en Europe

## Continent européen
- 17 janvier : la tempête Kyrill frappe pendant deux jours un large corridor depuis les îles Britanniques jusqu'en Pologne. Ses vents font au moins 50 morts, d'importants dégâts matériels et ils ont perturbé les trafics ferroviaires et aériens européens.
- 1er février : une rupture de ligne en Allemagne aboutit à une chute de consommation d'environ 800 MW en France, et s'étend également dans d'autres pays.
- 2 février : à Paris, Conférence internationale « pour une gouvernance écologique mondiale ». Le président Jacques Chirac propose que les Nations unies adoptent une « Déclaration universelle des droits et devoirs environnementaux ».
- 10 février : à Munich, lors de la 43e Conférence internationale sur la sécurité, le président russe, Vladimir Poutine, visant le projet américain d'étendre le bouclier antimissile à la Pologne et à la République tchèque, déclare « Ainsi, l'équilibre n'existera plus du tout. » Un nouvel ordre mondial est également annoncé[1].
- 25 février : l'Agence spatiale européenne (ESA) annonce que la sonde spatiale Rosetta est arrivé à proximité de Mars.
- 27 février : journée de la mémoire, de l'Holocauste et de la prévention des crimes contre l'humanité.
- 28 février : Louis Gallois, président de la société d'aéronautique Airbus et vice-président d'EADS, présente un plan de dix mille suppressions d'emplois (dont 4 300 en France). Le candidat Nicolas Sarkozy déclare : « Je ne considère pas que les États soient les partenaires les plus avisés. »
- 1er mars : début de vives réactions en France et en Allemagne, à la suite de l'annonce, par Louis Gallois, du plan de restructuration Power 8 d'Airbus.

### Albanie
- 10 juin : visite du président George W. Bush, de retour du sommet du G8. Dans une conférence de presse, en présence du Premier ministre albanais Sali Berisha, il rejette un « dialogue sans fin » avec la Russie et prône pour le Kosovo une indépendance rapide.

### Allemagne
- 15 février : lancement de la semaine des fous du carnaval rhénan, à Cologne, Düsseldorf et Mayence.
- 2 mars : à la suite du plan de restructuration Power 8 d'Airbus, début de grève dans quatre usines allemandes.
- 25 mars : libération de Brigitte Mohnhaupt, figure historique de Fraction armée rouge, après 24 ans de prison.
- 2 juin : à Rostock (Mecklembourg-Poméranie-Occidentale), plus de quatre-vingt mille personnes manifestants contre la globalisation mondiale et contre le prochain sommet du G8 qui doit se tenir dans la station balnéaire de Heiligendamm du 6 au 8 juin.
- 6 juin, G8 : sommet des chefs d'État ou de gouvernement des pays du G8 à Heiligendamm (Allemagne), pour discuter du réchauffement climatique et de l'aide à l'Afrique, jusqu'au 8 juin. L'accord sur la lutte contre les émissions de gaz à effet de serre ne fixe aucun objectif chiffré contraignant conformément au souhait du président George W. Bush. D'autre part, le président Vladimir Poutine propose aux américains d'utiliser la base russe de Gabala en Azerbaïdjan pour y installer du matériel militaire en relation avec le bouclier antimissile.
- 23 octobre : la Cour européenne de Luxembourg condamne l'Allemagne à abroger une loi créant un régime spécial pour le groupe Volkswagen.

### Bulgarie
- Lundi 1er janvier : entrée officielle de la Bulgarie dans l'Union européenne.

### Croatie
- 8 juin, Science : Marin Soljačić, chercheur croate découvre la WiTricité — transfert électrique sans fil.

### Grèce
- Août : graves incendies de forêt, notamment dans le Péloponnèse et dans l'Attique, 65 morts et 280 000 ha détruits. Voir: Feux de forêt de l'été 2007 en Grèce.
- 16 septembre : le gouvernement de droite dirigé par Konstantínos Karamanlís est reconduit aux élections législatives, malgré la polémique issue de la gestion désastreuse des incendies par les autorités.

### Kosovo
- 2 février : le médiateur de l'ONU, le Finlandais Martti Ahtisaari, présente un plan ouvrant la voie à une future indépendance de la province, berceau historique de la Serbie.
- 15 mars : le médiateur Martti Ahtisaari remet son nouveau rapport au secrétaire général de l'ONU, Ban Ki-moon dans lequel il recommande pour la province serbe, « l'indépendance sous supervision internationale », ce qui engendre les protestations du gouvernement serbe et de la Russie.

### Portugal

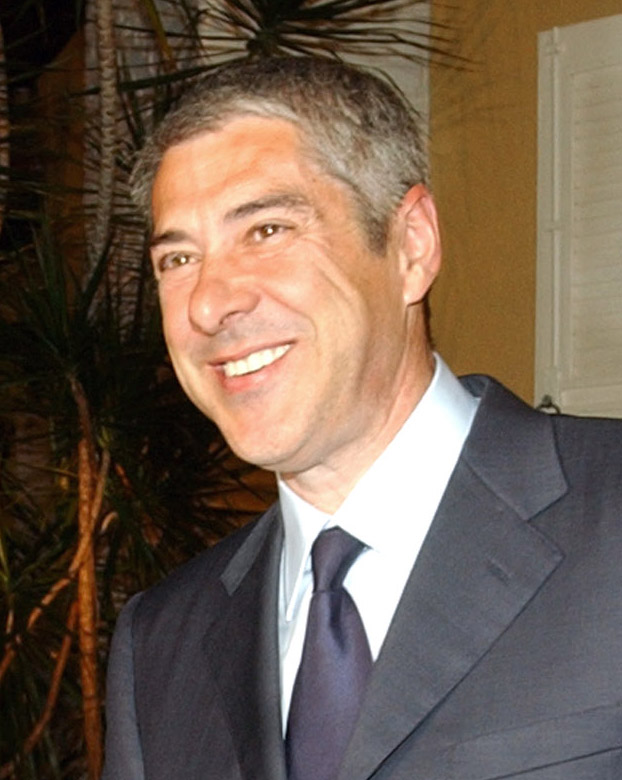
José Sócrates

- 11 février : référendum pour dépénaliser l'avortement jusqu'à 10 semaines après le début de la grossesse. Le gouvernement socialiste de José Sócrates défend le oui, l'Église le non. Le « oui » l'emporte avec 59,3 % des voix, mais le scrutin est invalidé en raison de la faiblesse du taux de participation au vote (56,4 % d'abstention), ce qui n'empêche pas le premier ministre socialiste José Sócrates d'annoncer la légalisation de l'avortement par voie parlementaire.
- 15 juillet : le candidat socialiste António Costa remporte les élections municipales anticipées à Lisbonne avec 30 % des voix.

### Roumanie
- Lundi 1er janvier : entrée officielle de la Roumanie dans l'Union européenne.
- Mercredi 18 avril : le Parlement suspend de ses fonctions le président Traian Băsescu en conflit avec le Premier ministre libéral Călin Popescu-Tăriceanu.

### Serbie
- 21 janvier : aux élections législatives, les nationalistes du Parti radical serbe de Vojislav Seselj — inculpé pour crimes de guerre, il est emprisonné à La Haye — arrive en tête avec 28 % des voix. Le chef de la diplomatie de l'Union européenne, Javier Solana, déclare : « J'espère vraiment que nous allons assister à la formation rapide d'un gouvernement aligné sur les forces proeuropéennes. »
- 2 février : le président pro-européen, Boris Tadic, déclare : « La Serbie et moi-même (...) n'accepterons jamais l'indépendance du Kosovo ».
- 14 février : le parlement vote le rejet du plan Ahtisaari sur l'indépendance du Kosovo par 225 voix sur 244 députés présents.

### Slovénie
- 1er janvier : elle intègre la zone euro.

### République tchèque
- 4 juin : le président George W. Bush fait une escale politique en se rendant au sommet du G8.

### Ukraine

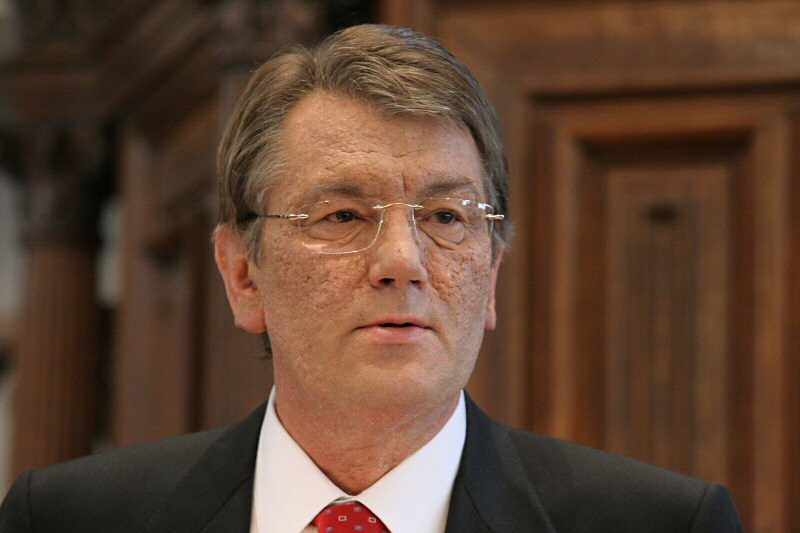
Viktor Iouchtchenko en juin 2006

- Samedi 31 mars : début de deux jours de tension entre des manifestants partisans du président pro-occidental, Viktor Iouchtchenko et des manifestants partisans du Premier ministre pro-russe, Viktor Ianoukovytch. Le président désire dissoudre le Parlement alors que le premier ministre est hostile à cette dissolution.
- Lundi 2 avril : le président Viktor Iouchtchenko annonce la dissolution de Parlement et des élections législatives anticipées pour le 27 mai 2007. Le Premier ministre Viktor Ianoukovytch demande l'annulation de la dissolution et ses partisans installent deux villages de tentes au centre de la capitale.

### Vatican
- 13 mars : le président russe Vladimir Poutine est reçu en tête à tête par le pape Benoît XVI.
- 13 avril : à Rome, le pape Benoît XVI, publie le premier tome d'une vie de Jésus, intitulée Jésus de Nazareth, sous la signature de son nom civil Joseph Ratzinger.
- 26 juin : le pape Benoît XVI édite un décret (Motu proprio) revenant à la règle de la majorité des deux-tiers pour l'élection du pape. Cette règle avait été changée par le pape Jean-Paul II en 1996.